# دارتاون (اوهایو)
دارتاون (به انگلیسی: Darrtown) یک منطقهٔ مسکونی در ایالات متحده آمریکا است که در شهرستان باتلر، اوهایو واقع شده‌است. دارتاون ۶٫۱ کیلومتر مربع مساحت و ۵۱۶ نفر جمعیت دارد و ۲۲۶٫۱۶ متر بالاتر از سطح دریا واقع شده‌است.